# مسی انرژی
مسی انرژی (انگلیسی: Massey Energy) شرکت معدن آمریکایی است، که در سال ۱۹۲۰ تأسیس شد.